# آرثر ويليام ميرفي
آرثر ويليام ميرفي (بالإنجليزية: Arthur William Murphy)‏ هو طيار أسترالي، ولد في 17 نوفمبر 1891 في كيو ‏ في أستراليا، وتوفي في 21 أبريل 1963 في إسندون ‏ في أستراليا.